# Evangelische Kirche (Lieberhausen)

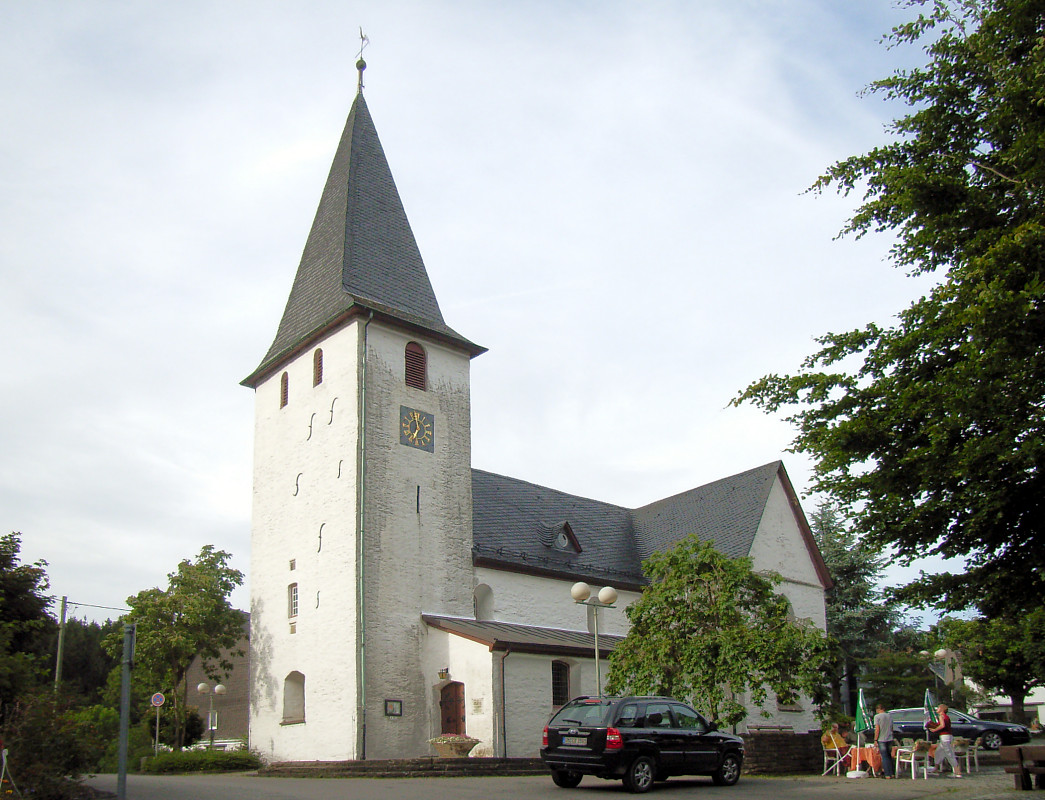
Kirche Lieberhausen

Die evangelische Dorfkirche Lieberhausen ist eine mitten im Dorf Lieberhausen, einem Ortsteil von Gummersbach im Oberbergischen Kreis, gelegene Kirche aus dem 11. Jahrhundert. Bekannt wurde sie durch ihre Deckenmalereien. Die Kirchengemeinde Lieberhausen gehört zum Kirchenkreis An der Agger in der Evangelischen Kirche im Rheinland. 

## Geschichte
Die kleine spätromanische dreischiffige Pfeilerbasilika mit breitem Mittelschiff in Gummersbach-Lieberhausen, 1174 erstmals urkundlich erwähnt als dem Kölner Severinsstift zehntpflichtig, wird im Liber valoris um 1274 als Gummersbach unterstellte Kapelle aufgeführt, ehe sie im Laufe des 14. Jahrhunderts eigenständige Pfarrkirche wurde.
Querschiff und Chor wurden im 15. Jahrhundert erneuert. Danach begann man mit dem Ausmalen des Kircheninneren. 1586 erreichte die Reformation den Ort. Ab 1589 wurden erstmals Ausbesserungen an den alten Malereien ausgeführt und einige neue hinzugefügt. Als einmalig im Rheinland gilt, dass hier in Lieberhausen vor- und nachreformatorische Malereien nebeneinander zu betrachten sind.
Die 1909 wiederentdeckten Wand- und Deckenmalereien (nachdem sie erst Mitte des 19. Jahrhunderts übertüncht worden waren) wurden 1911 bis 1913 und erneut 1954 restauriert.

## Architektur

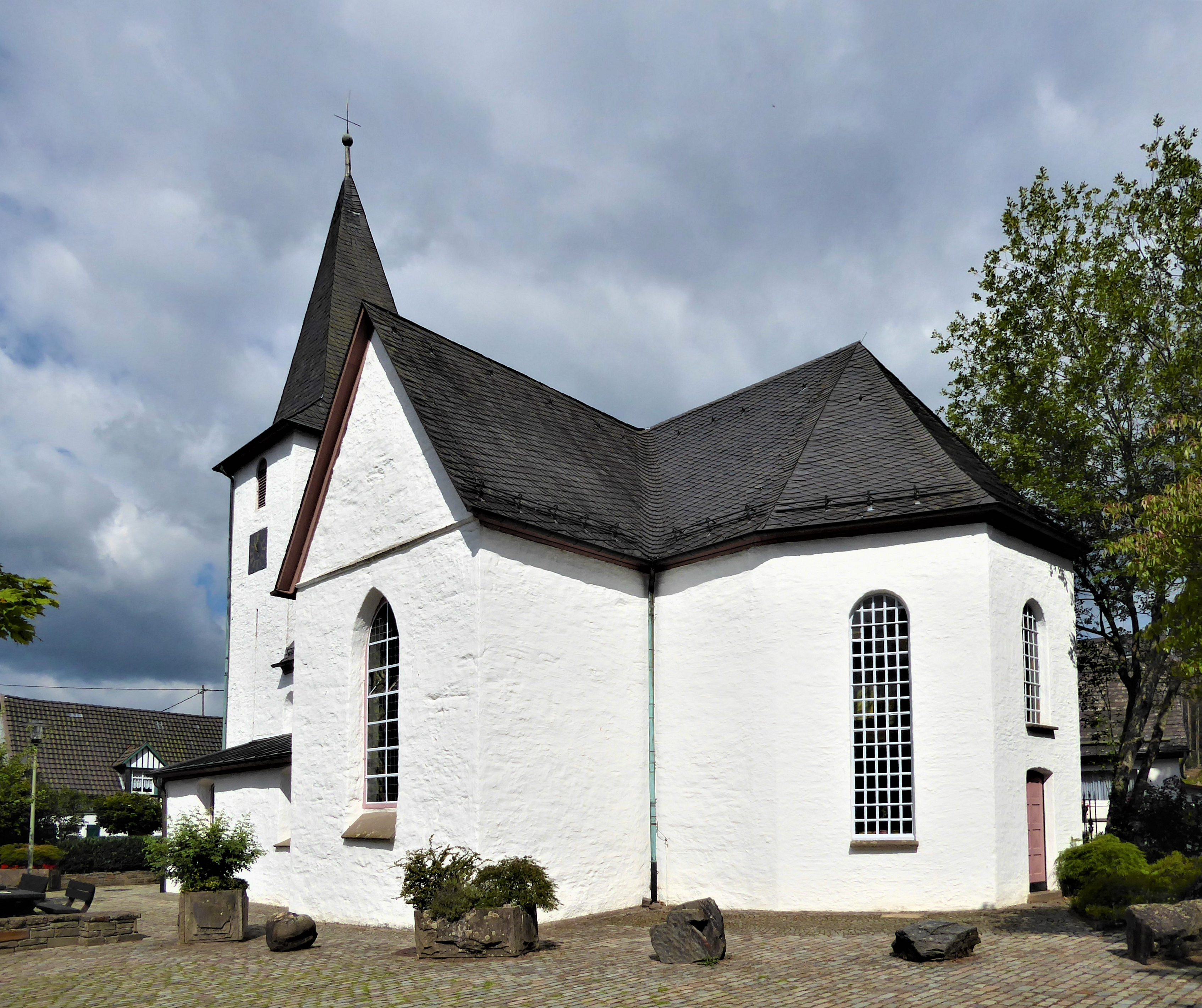
Ansicht von Südosten

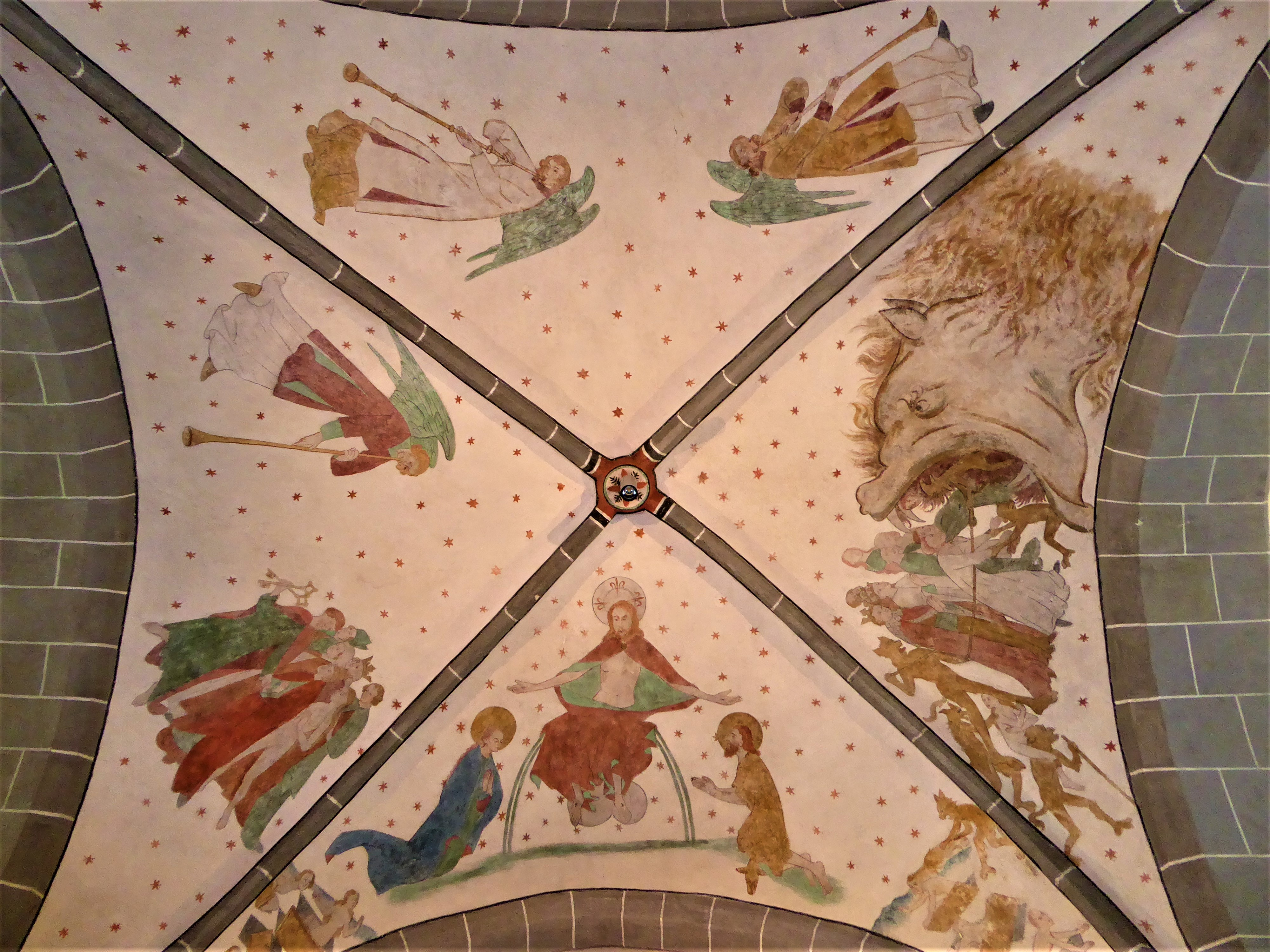
Deckenmalerei in der Vierung

Die Kirche in Lieberhausen ist ein dreischiffiger Bruchsteinbau mit oblongem vorgelagertem Westturm, Querhaus und ursprünglich rechteckigem Chor, im Lichten 23,80 m lang (mit Turm), 11,70 m breit.
Der in der Breite des Mittelschiffes vor die Westseite vortretende Turm von vier Geschossen ist schmucklos, im Erdgeschoss befindet sich an Stelle des alten Hauptportals ein modernes Fenster. Die Turmstube hat an den Langseiten je zwei, an den Schmalseiten je ein rundbogiges ungegliedertes Fenster. Die Kirche besitzt eine vierseitige geschieferte Dachpyramide.
Die Seitenschiffe zeigen an ihren Westseiten je eine einfache Tür des 19. Jahrhunderts, an den Langseiten je zwei Stichbogenfenster und im Obergaden des Mittelschiffes kleine Rundbogenfenster.
Das Querhaus hat an den beiden Giebelseiten große ungegliederte Spitzbogenfenster; die Giebelfelder selbst sind durch ein gotisches, stark beschädigtes Trachytgesims abgetrennt. Die gerade Giebelmauer des Chorraums ist um die Mitte dieses Jahrhunderts weggebrochen und ein dreiseitiger, die Sakristei enthaltender Chorabschluss durchgeführt worden.
Im Inneren öffnet sich der Turm in seiner ganzen Breite zum Mittelschiff hin und ist mit einem gurtförmigen Tonnengewölbe überdeckt. Das Mittelschiff hat zwei quadratische einfache Kreuzgewölbe, die durch einen derben Gurtbogen auf schweren Pfeilervorlagen getrennt sind.
Die Seitenschiffe, von denen das nördliche etwas breiter ist, haben breite Gurtbögen und gratige oblonge Kreuzgewölbe. Die Bögen im Langhaus, z. B. die beiden großen Gurtbögen im Mittelschiff, sind z. T. selbst ohne Laibungsgesimse.
Das Querhaus hat stumpfspitzbogige Gurtbögen und entsprechende Kreuzgewölbe von gradlinigem Rippenprofil mit schmucklosen runden Schlusssteinen. Der schmale Triumphbogen ruht auf hohen achtseitigen dienstartigen Konsolen, von denen die eine mit einer einfachen Kragplatte, die andere mit einem Würfelkapitäl versehen ist. In der Ostmauer des Querhauses existiert je eine spitzbogige Wandnische für die Seitenaltäre.
Der Grundriss der Kirche ähnelt der Kirche in Müllenbach.

## Wandmalereien

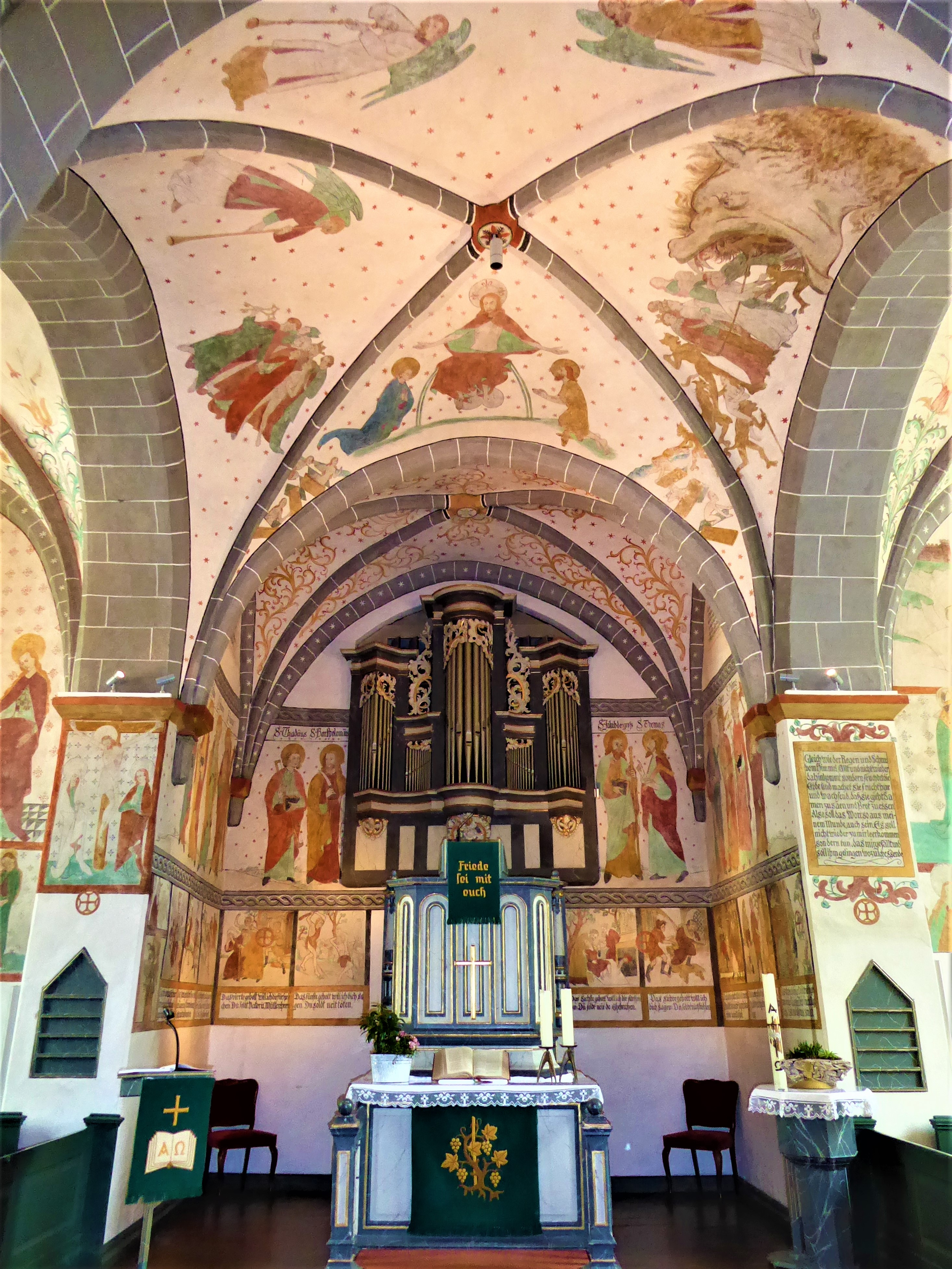
Vierung, Altarraum und Orgel

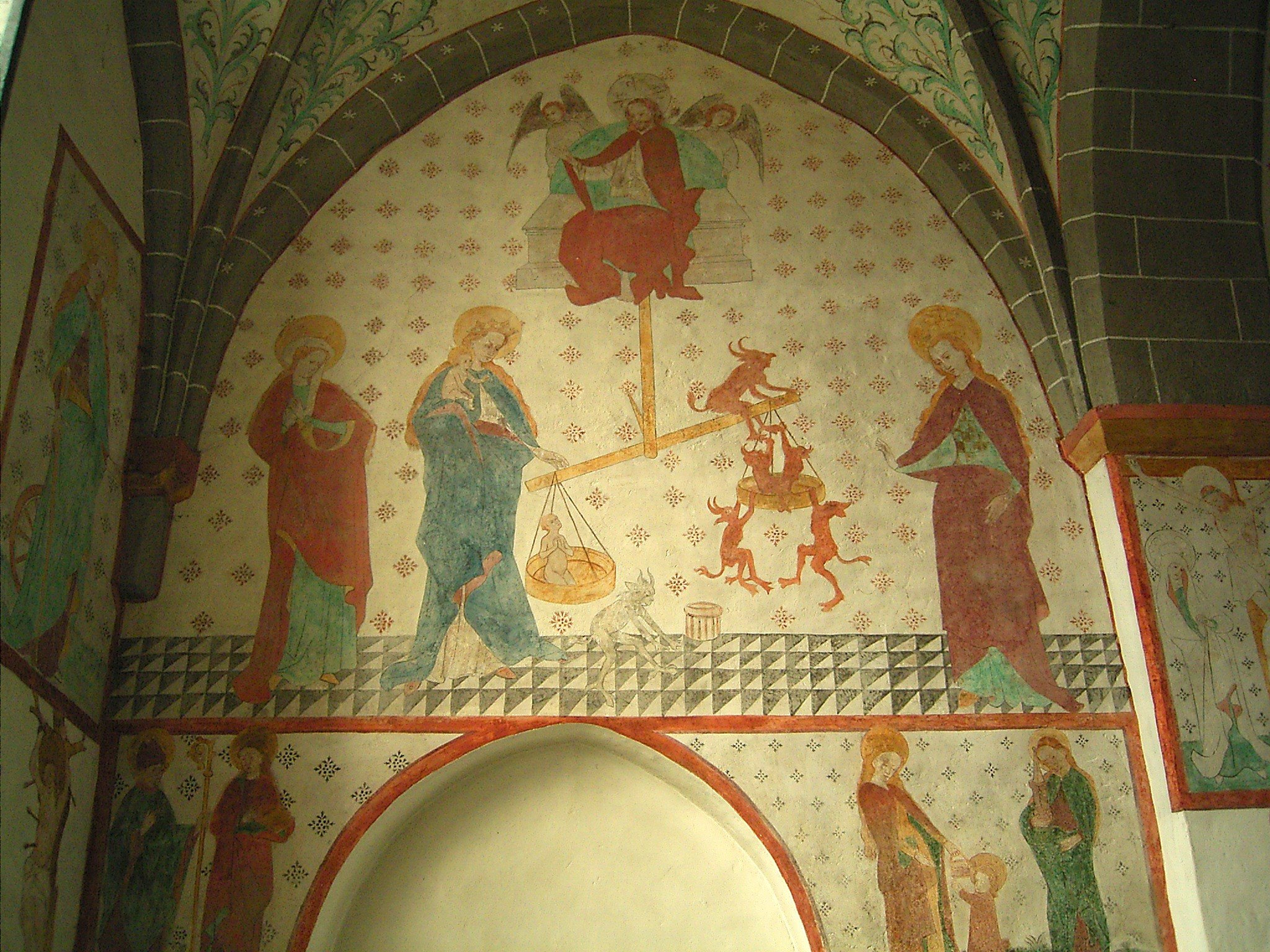
Wandmalerei

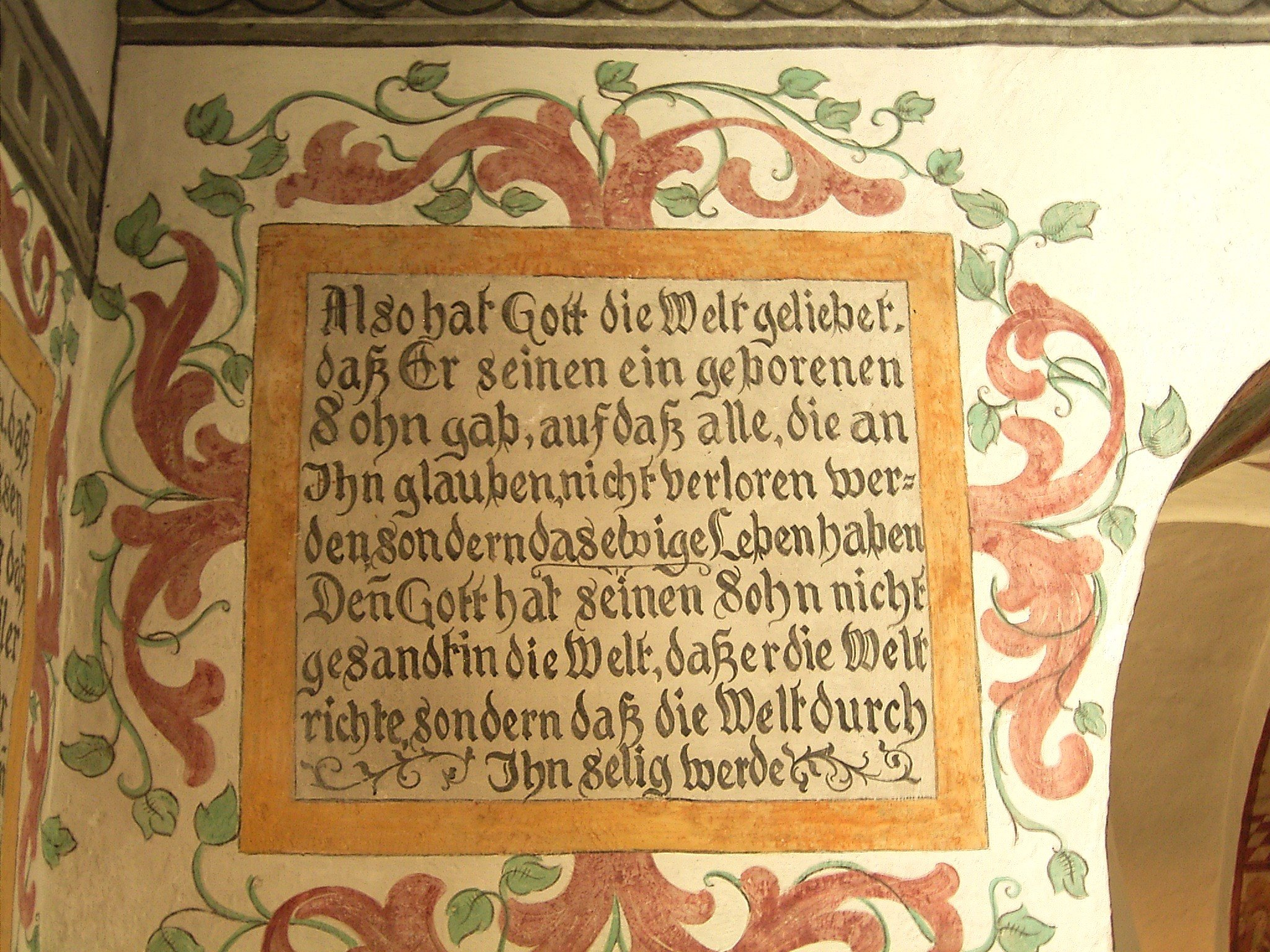
Wandmalerei

Die Kirche war im Inneren ganz bemalt; die wahrscheinlich erst dem 17. oder 18. Jahrhundert angehörenden Wandmalereien sind vor ein bis zwei Jahrzehnten übertüncht worden. Nach der Reformation bekam die Kirche noch mehr Bilder. Die Zehn Gebote sollten die Predigt anschaulich unterstützen. Viele Bibelsprüche wurden auf kleinen Täfelchen angebracht.

Am Anfang des 20. Jahrhunderts wurde der einstige Bilderschmuck durch Anton Bardenhewer restauriert. Anlässlich der Einweihung der erneuerten Kirche am 30. November 1913 schrieb Pastor Moritz Reinhold in seiner Festschrift:

„Hervorragend reichhaltig und wertvoll ist der in unserer Kirche entdeckte Wandschmuck.“

Zweierlei führte auf die Spur dieser Malereien, einmal das über die Lokalgrenze hinaus bekannte Sprichwort „so bunt as die Lieberhuser Kerke“, sodann eine im Archiv aufgefundene Verfügung aus der Mitte des 19. Jahrhunderts, durch welche, um dem ärgerlichen Sprichwort ein Ende zu machen, angeordnet wird, die Kirchenwände zu tünchen. Doch bezog sich das Sprichwort wohl nicht auf die uralten wertvollsten Bilder aus dem 15. Jahrhundert, sondern auf eine spätere Übermalung, welche in ihrem verdorbenen Zustand Anlass zu der genannten Verfügung gegeben haben muss. Seitdem war die Kirche von oben bis unten einschließlich der herrlichen Basaltsteinbogen an den Gewölben weiß getüncht und man sah von ihrer architektonischen wie malerischen Schönheit nicht die Spur.
Wie für die Gemeinde überhaupt, so war auch für das Schicksal der uralten Gemälde das Jahr 1586 von einschneidender Bedeutung. Im Jahre 1570 wurde Hermann Garenfeld zum Pfarrer von Lieberhausen erwählt. Derselbe wird zuerst als ein eifriger Anhänger und Verteidiger der römisch-katholischen Religion geschildert. Später studierte er Luthers Schriften und kam zu der Einsicht, dass Luthers Lehre mit der heiligen Schrift übereinstimme. Zudem drangen auch Glieder der Gemeinde auf die Reformation. Im genannten Jahr 1586 soll er nun der Gemeinde angezeigt haben, dass er im nächsten Gottesdienst lutherisch predigen werde. Diese lutherische Predigt hat die Gemeinde so ergriffen, dass sie alsbald wie ein Mann „umfiel“, d. h. der Reformation zufiel. Die Folge war, dass die vorhandenen Bilder beseitigt wurden. Merkwürdigerweise wurden dann in der nunmehr evangelisch gewordenen Kirche neue Wandmalereien ausgeführt. Das geht sowohl aus der dreimal vorhandenen Zahl 1589, als auch aus einer Reihe von erhaltenen, nun auch renovierten Gemälden hervor, welche sich in Farbe und Ausführung als Erzeugnisse des 16. Jahrhunderts charakterisieren.
Auch scheint ein damals einflussreiches, wohlhabendes Gemeindeglied – vielleicht ein Meister der Schneiderinnung, worauf ein bei der Widmungstafel angebrachtes Schneiderwappen deutet – einen bedeutenden pekuniären Zuschuss zur Auszierung der Kirche mit diesen neuen Bildern geleistet zu haben. Die Widmung lautet: „Zu Gottes Lob und Ehren dise Kerk hat wollen helpen zeren der edel und fromme Johannes Broch … eleud (= Eheleut’) 1589“. Noch zuletzt wurden zwei gut erhaltene Wappen aufgedeckt, welche, obgleich die darunter befindlichen Inschriften nicht mehr entziffert werden konnten, zweifelsohne diejenigen der ehemaligen Besitzer des Hauses Koverstein sind. Die idyllisch gelegene Ruine von Koverstein ist im letzten Jahrzehnt fast völlig abgetragen worden, wohl wegen der Gefahr des Einsturzes. Der Name scheint wohl eher von „Kupfer“ herzustammen, als von Corvus (Rabe), worauf ein noch in gutem Andenken befindlicher Kupferstollen hindeutet. Das eine Wappen in der Kirche zeigt eine Kette mit gesprengtem Glied, so wie einen mit einer Art Reiherfeder gezierten Helm, während das andere Wappen einen Helm über einem Schilde darstellt; zwischen den steil emporstrebenden Adlerflügeln des ersteren sowie auf dem Schilde ist ein Herz zu sehen. Nach der Inschrift der in der Kirche auf dem Fußboden aufgefundenen Grabsteine, welche nunmehr an der Vorderseite der Außenmauer aufrechtstehend angebracht sind, wurden die Gebeine derer von Koverstein „auf’s Chor beigesetzt“. Auch wohlerhaltene Urkunden, Schriften, Unterschriften, sowie Notizen in alten Kirchenbüchern halten das Andenken an diese einst einflussreichen Adelsgeschlechter, welche unter anderem das Kollationsrecht – weltliche Einsetzung und Einführung der gewählten Pfarrer – innehatten, lebendig. Es sind die Herren von Koverstein, von Neuenhove, von Klepping, von Pöppinghaus.

## Orgel

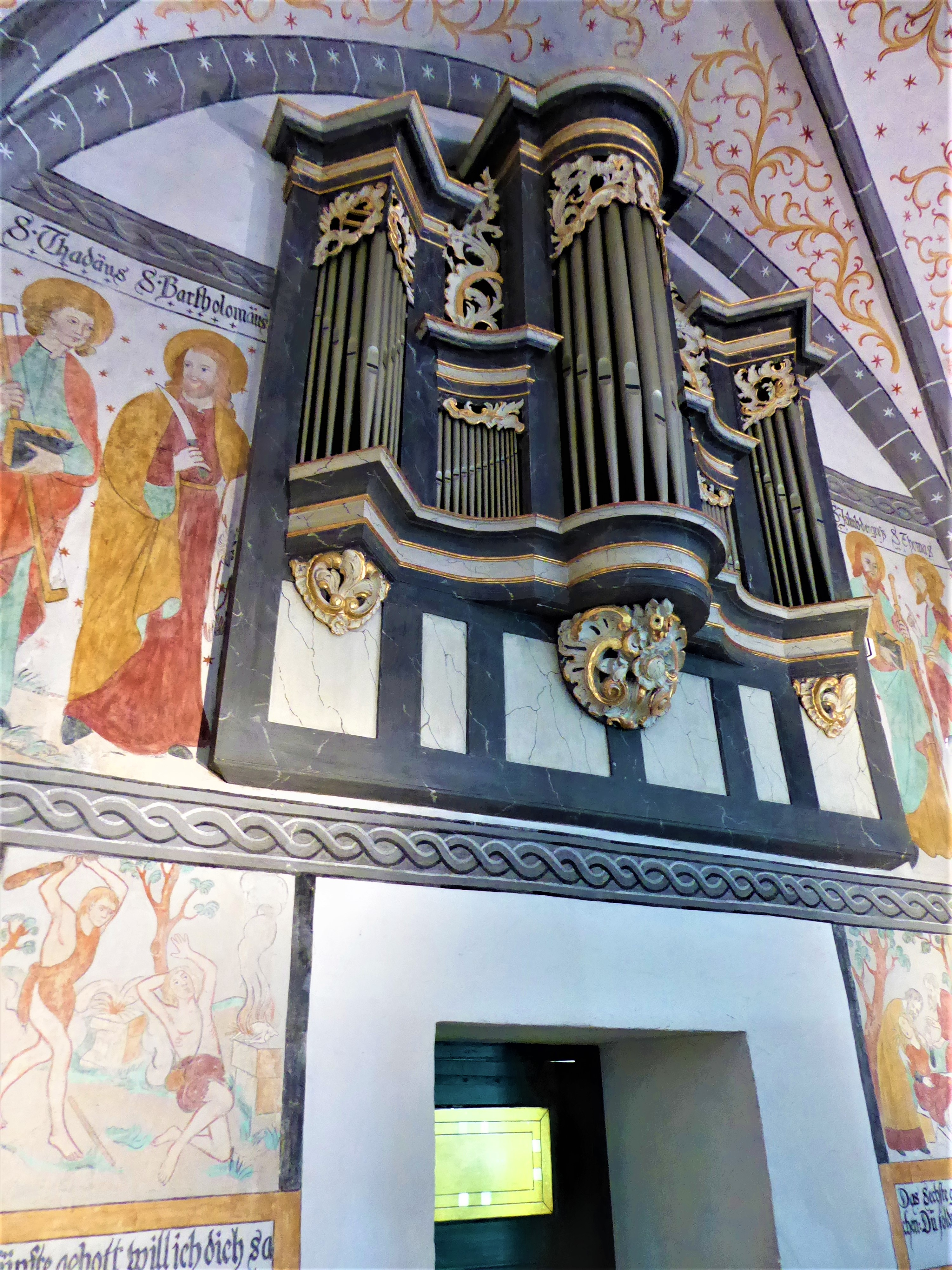
Blick auf den historischen Orgelprospekt

Die erste Orgel wurde 1765 von dem Orgelbauer Johann Heinrich Kleine erbaut. Das Gehäuse ist bis heute erhalten. Das Orgelwerk wurde 1913 von dem Orgelbauer Paul Faust (Barmen) geschaffen. Das Kegelladen-Instrument hat zwölf Register auf zwei Manualen und Pedal. Die Trakturen sind elektro-pneumatisch.
| I Hauptwerk C–f3 |            |       |
| 1.               | Principal  | 8′    |
| 2.               | Soloflöte  | 8′    |
| 3.               | Dolce      | 8′    |
| 4.               | Octav      | 4′    |
| 5.               | Mixtur III | 2 ⁄3′ |

| II Positiv C–f3 |                  |    |
| 6.              | Echogamba        | 8′ |
| 7.              | Lieblich Gedeckt | 8′ |
| 8.              | Aeoline          | 8′ |
| 9.              | Vox coelestis    | 8′ |
| 10.             | Flauto amabile   | 4′ |

| Pedalwerk C–d1 |              |     |
| 11.            | Subbass      | 16′ |
| 12.            | Stillgedeckt | 16′ |

- Koppeln: I/I (Superoktavkoppel), II/I (auch als Suboktavkoppel), I/P, II/P